# Élections sénatoriales de 2020 dans le Wyoming
Les élections sénatoriales de 2020 dans le Wyoming ont lieu le 3 novembre 2020 afin d'élire 15 des 30 membres du Sénat de l'État américain du Wyoming.

## Système électoral
Le Sénat du Wyoming est la chambre haute de son parlement bicaméral. Il est composé de 30 sièges pourvus pour quatre ans mais renouvelé par moitié tous les deux ans au scrutin uninominal majoritaire à un tour dans autant de circonscriptions que de sièges à pourvoir.

## Résultats
| Partis                   | Partis                | Voix | %   | Sièges      | Sièges | Sièges | Sièges      | Sièges        |  |
| Partis                   | Partis                | Voix | %   | Total avant | En jeu | Élus   | Total après | +/-           |  |
| ------------------------ | --------------------- | ---- | --- | ----------- | ------ | ------ | ----------- | ------------- |  |
|                          | Parti républicain (R) |      |     | 27          | 14     | 15     | 28          | 1             |  |
|                          | Parti démocrate (D)   |      |     | 3           | 1      | 0      | 2           | 1             |  |
|                          | Parti libertarien (L) |      |     | 0           | 0      | 0      | 0           | en stagnation |  |
|                          | Autres partis         |      |     | 0           | 0      | 0      | 0           | en stagnation |  |
|                          | Indépendants          |      |     | 0           | 0      | 0      | 0           | en stagnation |  |
|                          |                       |      |     |             |        |        |             |               |  |
| Votes valides            |                       |      |     |             |        |        |             |               |  |
| Votes blancs et nuls     |                       |      |     |             |        |        |             |               |  |
| Total                    | Total                 |      | 100 | 30          | 15     | 15     | 30          | en stagnation |  |
| Abstentions              |                       |      |     |             |        |        |             |               |  |
| Inscrits / participation |                       |      |     |             |        |        |             |               |  |